# Ernst Neumann (Politiker)

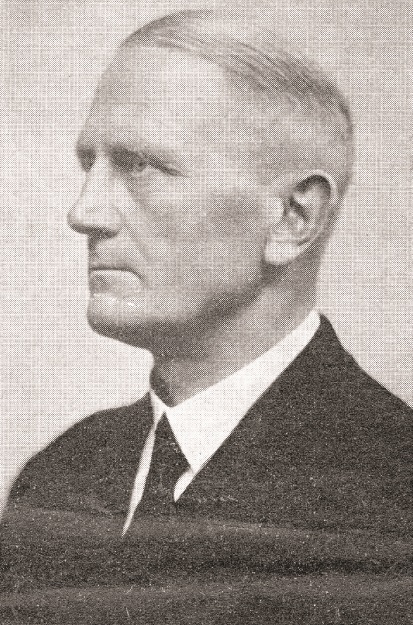
Ernst Neumann

Ernst Neumann (* 13. Juli 1888 in Wensowken, Landkreis Angerburg; † 19. Mai 1955 in Bad Segeberg) war ein deutscher Tierarzt, SS-Führer und Politiker (NSDAP) in Memel.

## Leben und Wirken
Neumann war der Sohn eines Landschullehrers. Nach dem Schulbesuch, den er 1907 mit dem Abitur in Elbing abschloss, absolvierte er eine landwirtschaftliche Lehre. Von Anfang April 1909 bis Anfang Juni 1914 leistete er seinen Wehrdienst in Gumbinnen ab. Parallel absolvierte er ein Studium der Veterinärmedizin an der Universität Berlin, das er im Januar 1914 mit Staatsexamen abschloss. Während seines Studiums wurde er 1909 Mitglied der Burschenschaft Obotritia Berlin. Im April 1914 wurde er zum Dr. med. vet. promoviert. Nach Ausbruch des Ersten Weltkrieges war er von August 1914 bis 1918 als Oberveterinär der kaiserlichen Armee eingesetzt, zunächst in einem Pferdelazarett in Mitau und gegen Kriegsende in einem Seuchenlazarett in Memel. Nach dem Kriegsende nahm er als Angehöriger eines Freikorps an den Kämpfen im Baltikum teil. Im März 1920 diente er noch für einen Monat in der Reichswehr und praktizierte anschließend als Tierarzt in Memel. Ab 1927 war er Kreistierarzt und später Landesveterinärrat im Memelgebiet.
Seit 1919 war er mit Elisabeth, geborene Schundau, verheiratet. Das Paar bekam einen Sohn und eine Tochter.

### Politischer Werdegang
Als Reaktion auf die 1933 erfolgte Gründung der Partei „Christlich-Soziale Arbeitsgemeinschaft“ (CSA) durch den Memeler Hafenpfarrer Theodor Freiherr von Saß, die der NS-Bewegung nahestand und die bei der erstmals ausgeschriebenen Wahl zur Memeler Stadtverordnetenversammlung nach der Annexion des Memellandes durch Litauen so erfolgreich war, dass sie alle 18 Kandidaten durchbrachte und sogar noch zwei Plätze verschenken musste, gründete die memelländische Mittelschicht, die in der „Landwirtschafts- und Volkspartei“ parteilich gebunden war, eine ebenfalls NS-nahe Partei, die „Sozialistische Volksgemeinschaft des Memelgebiets“ (SVOG).
Der völlig unpolitische Tierarzt Neumann wurde als Führer vorgeschoben. Er wurde als Mann von schlichtem, lauterem Charakter beschrieben, seriös und braver Befehlsempfänger, der dem temperamentvollen draufgängerischen Haudegen von Saß in keiner Weise gewachsen war, so dass eine gütliche Einigung zur Zusammenlegung beider Parteien zum Scheitern verurteilt war. Daraufhin wurde von Saß mit allen Mitteln diskreditiert, mit der Folge, dass sich die CSA-Fraktion spaltete und neun Abgeordnete zu Neumann überliefen.
Die litauische Regierung belegte die Zeitungen „Memeler Dampfboot“ und „Memelländische Rundschau“ (Organ der Landwirtschaftpartei in Heydekrug) mit empfindlichen Geldstrafen, wenn sie Zuschriften aus der „Neumann-Partei“ veröffentlichten. Als schließlich das „Dampfboot“ den Satz „Besetzung des Memellandes durch Litauen“ gebrauchte, erließ die litauische Regierung ein Gesetz, das ausschließlich und einzig auf das Memelland zugeschnitten war. Am 8. Februar 1934 trat das „Gesetz zum Schutz von Volk und Staat“ (sogenanntes Zuchthausgesetz) in Kraft. Innerhalb von 24 Stunden wurden Neumann, von Saß und ihre jeweiligen Anhänger verhaftet (insgesamt 126 Personen).

### Kownoer Prozess
Der als zu nachsichtig geltende litauische Memelland-Gouverneur Gylys wurde durch den Scharfmacher Dr. Navakas abgelöst, der versprach, den letzten Deutschen aus dem Memelland zur Abwanderung zu zwingen. Am 14. Dezember 1935 begann der international vielbeachtete Kownoer Prozess oder Neumann-Saß-Prozess vor dem Obersten Litauischen Kriegsgericht in Kaunas. Ausländische Beobachter gewannen den Eindruck, es werde für die Angeklagten keine gerechten Verteidigungsmöglichkeiten geben, da der Zweck des Verfahrens die Abschreckung sei. Kritischen internationalen Beobachtern wurde sogar die Erlaubnis zum Zuhören verweigert.
Die Ergebnisse der Verhandlungen erbrachten keinerlei Hinweise auf einen Aufstandsversuch gegen Litauen. Trotzdem wurde gegen vier Angeklagte wegen angeblichen Mordes die Todesstrafe verhängt, jedoch nicht vollzogen. Neumann wurde zu zwölf Jahren und Freiherr von Saß zu acht Jahren Zuchthaus verurteilt. Es gab in Deutschland und im Ausland scharfe Proteste gegen diese „Terrorurteile“ und schließlich wurden die Verurteilten auf deutschen Druck hin nach und nach entlassen. Neumann befand sich am 15. Februar 1938 nach einer Amnestie unter den Letzten.
Nach der Haftentlassung leitete er als „Führer der Memeldeutschen“ den memeldeutschen Kulturverband sowie Sportbund und war als Kreistierarzt in Heydekrug beschäftigt. Für die Memelländische Einheitsliste war er 1938/39 Abgeordneter des Seimelis.

### Übergabe des Memellands und Zweiter Weltkrieg
Im Dezember 1938 empfing Adolf Hitler Neumann und sicherte diesem die Eingliederung des Memellandes ins nationalsozialistische Deutsche Reich für Frühjahr 1939 zu. Am 23. März 1939 übergab Neumann das Memelgebiet an Hitler, nachdem Litauen auf Druck des NS-Regimes das Memelgebiet geräumt und dieses in das Deutsche Reich eingegliedert worden war. An diesem Tag erhielt er von Hitler das Goldene Parteiabzeichen der NSDAP. Neumann wurde ebenfalls am 23. März 1939 in die Schutzstaffel als SS-Oberführer aufgenommen (SS-Nummer 323.035) und war bis Mitte Januar 1940 ehrenamtlicher SS-Führer beim Stab Reichsführer SS. Zum 1. April 1939 trat er der NSDAP bei (Mitgliedsnummer 7.104.600). Vom 25. April 1939 bis zum Kriegsende 1945 war er für das Memelland Abgeordneter des nationalsozialistischen Reichstags. Ab Mai 1939 war er befugt, das Heimatabzeichen Elchschaufel zu tragen als Anerkennung für die Haftzeit und sein politisches Engagement. Da Neumann die NS-Rassengesetze ablehnte, war er in Memel nicht länger erwünscht und wurde auf Vorschlag von Gauleiter Koch zum Generaldirektor der Bank der Ostpreußischen Landschaft in Königsberg eingesetzt. Zudem war er von 1939 bis 1941 Mitglied im Reichsbauernrat und gehörte von November 1939 bis 1945 dem Verwaltungsrat der Lebensversicherungsanstalt Ostpreußen an. Im Kreis Heydekrug erwarb er das Gut Kuwertshof und 1941 das Gut Baugstkorallen.
Nach Beginn des Zweiten Weltkrieges nahm er als Batteriechef im Rang eines Oberleutnants der Reserve am Überfall auf Polen teil. Von April bis Oktober 1941 kommandierte er eine SS-Artillerie-Abteilung und war Erster Generalstabsoffizier (Ia) im Stab der SS-Division „Nord“. Im November 1941 wurde zum SS-Obersturmbannführer d.R. der Waffen-SS befördert und einen Monat später aus der Waffen-SS entlassen. Mit seiner Ehefrau und dem verwundeten Sohn flüchtete er im Frühjahr 1945 vor der näherrückenden Roten Armee per Schiff aus Königsberg über Pillau nach Kiel. Nach anderen Angaben endete die Flucht in Lübeck.

## Nachkriegszeit
Nach Kriegsende geriet Neumann im Juni 1945 als NS-Funktionär in britische Internierung und war bis 1948 Insasse der Internierungslager Plön und Eselheide. Er wurde als „Mitläufer“ entnazifiziert. Zunächst bestritt er seinen Lebensunterhalt als Landarbeiter in einem Dorf nahe Bad Segeberg und ließ sich im Juli 1948 als Tierarzt in Bad Segeberg nieder. Er starb im Mai 1955 an einem Herzinfarkt.